# State of the Union
State of the Union est une série télévisée à sketches américaine créée par Tracey Ullman, diffusée sur Showtime entre le 30 mars 2008 et le 8 mars 2010.

## Distribution

### Acteurs principaux
- Tracey Ullman : plusieurs rôles
- Jennifer Fitzgerald : plusieurs rôles
- Jo Ann Harris : plusieurs rôles
- Peter Strauss : le narrateur

### Acteurs récurrents
- Ajantha : plusieurs rôles
- Sam McMurray : plusieurs rôles
- Lily Holleman : plusieurs rôles
- Larry Poindexter : plusieurs rôles
- Scott Bakula : Chris Fulbright
- Johnny McKeown : plusieurs rôles
- Joseph Malone : plusieurs rôles
- Michael Now : plusieurs rôles

### Acteurs invités
- Dylan Sprayberry : Jesse
- Vonda Shepard : une chanteuse
- Lynne Marie Stewart : Karen
- Marisa Field : une danseuse
- Daran Norris : Larry King
- Greg Collins : un employé du club de danse
- Amber Valletta : elle-même
- Cedric Yarbrough : lui-même
- Robert Gant : Buzz
- Jennifer Ann Massey : elle-même
- Dan Castellaneta : l'agent
- Paul Dooley : Harry Rinaldi

## Production

### Fiche technique
- Titre : State of the Union
- Création : Tracey Ullman
- Réalisation : Tracey Ullman et Troy Miller
- Scénario : Tracey Ullman, Bruce Wagner, Craig DiGregorio et Gail Parent
- Photographie : Rob Sweeney, Anthony Hardwick et Peter Lyons Collister
- Montage : Rick Kent, Marcelo Sansevieri, Kabir Akhtar, John M. Valerio et Roderick Kent
- Musique : Richard Gibbs
- Casting : Marisa Ross et Alyson Silverberg
- Production : Melissa Wylie, Melanie Patterson, Shawn Wilt, Matt Magielnicki et Gail Parent
  - Production associée : Andrew Dafoe
  - Production déléguée : Allan McKeown, Tracey Ullman et Bruce Wagner
- Société de production : Allan McKeown Presents
- Société de distribution : Showtime
- Pays d'origine :  États-Unis
- Langue originale : anglais
- Format :
- Genre : Série à sketches
- Durée : 25 minutes

 Sauf indication contraire, les informations mentionnées dans cette section peuvent être confirmées par la base de données cinématographiques IMDb,  présente dans la section « Liens externes ».

## Épisodes

### Première saison
1. The Wetwipe Killer
2. Bloggies
3. Baby Shopping
4. That Terrible Time of the Month
5. Vagisizer

### Deuxième saison
1. Blogs and Kisses
2. Hog Callin
3. JK's Here, No Kidding
4. Don't Dalai
5. Desperation with Dina
6. Fuzzy Cheeks
7. SpongeMom

### Troisième saison
1. Downsizing
2. The Endless Walk
3. Putting Down the Boot
4. Get the Hose
5. Cooking Incident
6. Overcoming
7. Locked and Loaded